# ブルーミングデールズ

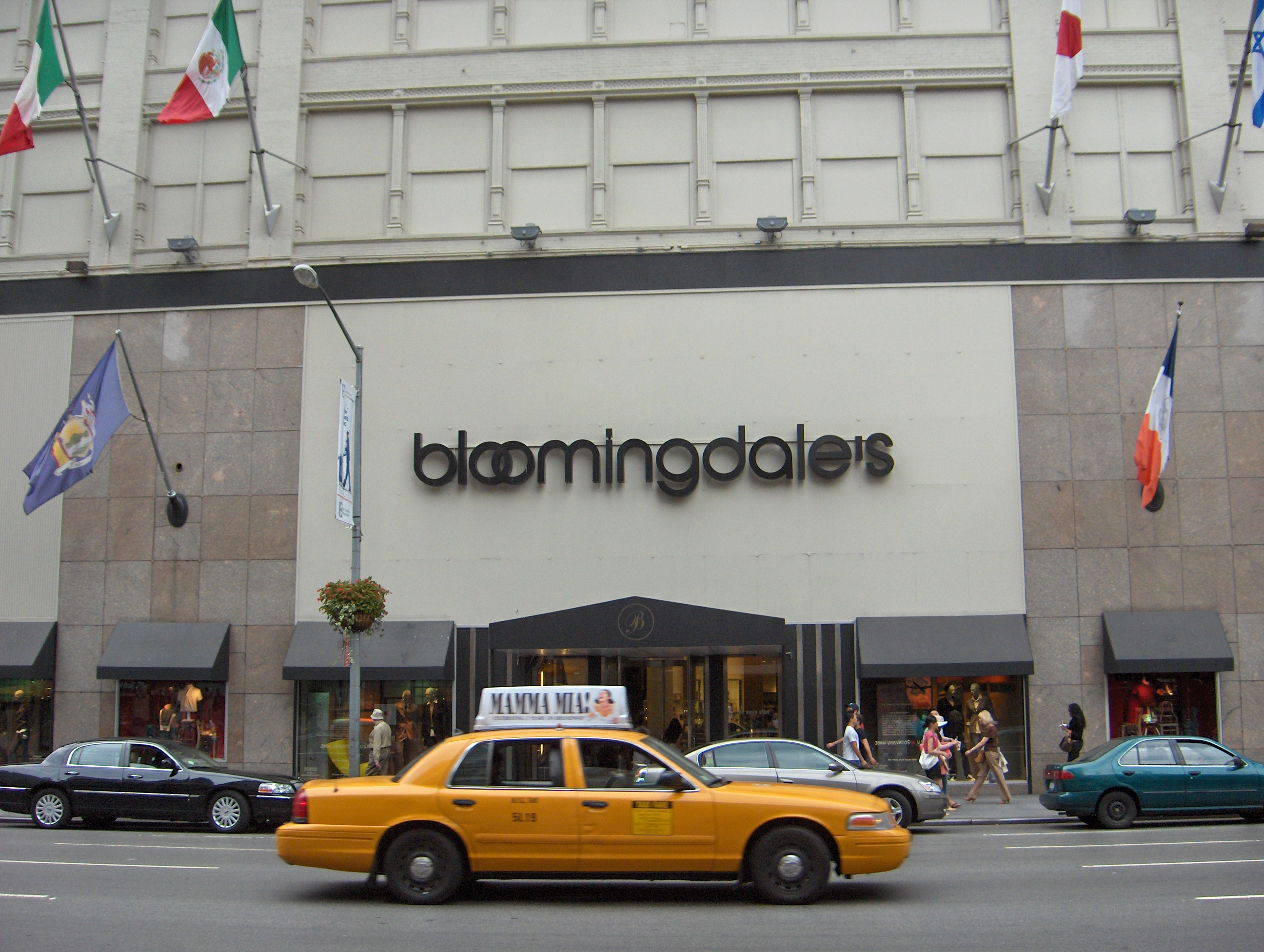
ニューヨークの店舗

ブルーミングデールズ (Bloomingdale's) は、アメリカ合衆国に店舗を保有する百貨店チェーンである。

## 概要
アメリカ国内で全36店舗を所有しており、広い敷地で高級用品を多く扱っていることが多い。アメリカではブルーミーの愛称でよばれていて、アメリカを代表する百貨店の一つとなっている。販売用品の平均価格は、おなじくアメリカの高級百貨店チェーンであるノードストロームとは同程度であり、サックス・フィフス・アベニューやニーマン・マーカスよりはやや安いとされる。
ブルーミングデールズは、ユダヤ系のジョセフ・ブルーミングとライマン・ブルーミングの兄弟によって創立された。1872年、彼らがニューヨークに定住してきた際に開いた、ヨーロッパの衣料品を販売する店が発展し、のちのブルーミングデールズとなった。

## 親会社
親会社である Macy's, Inc. （本社、オハイオ州・シンシナティ　（NYSE: M））は、同じくアメリカの百貨店チェーンであるメイシーズ (Macy`s) も保有している。